# Lareine
Lareine (ラレーヌ, Rarénu, stylizováno jako LAREINE) byla japonská visual-kei rocková skupina založená v roce 1994 zpěvákem Kamijem. Jméno kapely je odkazem na francouzskou královnu Marii Antoinettu (z francouzského la reine – královna). V roce 1999 skupina podepsala smlouvu se společností Sony. V roce 2000 se nakrátko rozpadla a Kamijo založil vydavatelství Applause Records. Skupina byla opět zformována v roce 2002, definitivně se rozpadla v roce 2007.

## Historie

### Laliene (1994–1996)
Kapela byla původně založena pod názvem Laliene (stylizovaným jako LALIENE) v listopadu 1994 zpěvákem Kamijem (tehdy vystupujícím pod jménem Shoki) a kytaristou Mayuem, kteří se seznámili při pomocných pracích na turné kapely Malice Mizer. K sestavě se připojili kytaristé Sakureu a Hirono a bubeník Kyouka, později ji doplnil baskytarista Emiru. Mayu skupinu opustil před prvním vystoupením naplánovaným na březen 1995. Nedlouho poté odešel Sakureu; Mayu se následně vrátil, aby ho nahradil. 29. března 1995 na koncertu vydali svou první demo nahrávku s titulem Laliene, volně distribuovanou v omezeném počtu 100 kopií. V říjnu téhož roku skupinu opustili Hirono a Kyouka. Novým bubeníkem se stal Machi, který rovněž vypomáhal při turné Malice Mizer. Jméno oficiálně změnili na Lareine na svém prvním výročním koncertu 26. března 1996, kde zároveň zdarma vydali 100 kopií svého prvního singlu, Saikai no hana.

### Lareine (1996–2000)
Sestavu tvořil vokalista Kamijo, kytarista Mayu, baskytarista Emiru a bubeník Machi. V srpnu 1996 se k Lareine připojil druhý kytarista Akira. V prosinci téhož roku vydali své první EP, Blue Romance. V srpnu 1997 Akira skupinu opustil. V lednu 1999 podepsali smlouvu s vydavatelstvím Sony Music Entertainment Japan a v únoru 2000 vydali své první album, Fierute no umi to tomo ni kiju ~The Last of Romance~. Brzy poté svůj odchod oznámil Emiru; Mayu a Machi ho následovali. V srpnu 2000 uspořádali Lareine svůj poslední koncert, přístupný pouze členům fanklubu.

### Lareine jako sólový projekt (2000–2002)
Po rozpadu skupiny učinil Kamijo z Lareine sólový projekt a založil hudební vydavatelství Applause Records. V únoru 2000 vydal singl Bara wa ucukušiku čiru / Ano hito no aišita hito nara, jehož obálku navrhla Rjóko Ikeda, autorka mangy Versailles no bara. Projekt ukončil v roce 2001 a s Mayuem založil kapelu New Sodmy, která se rozpadla o rok později. V roce 2002 byla opět zformována Lareine.

### Lareine podruhé (2003–2006)
26. března 2003 oznámil baskytarista Emiru návrat do Lareine; zároveň se připojil nový bubeník Kazumi. 17. května se během koncertu ke skupině opět připojil kytarista Mayu. 5. září 2004 vydali album Never Cage. 26. března 2005 odehráli k 10. výročí koncert s názvem 10 Anniversary memorial live; členové fanklubu zde měli možnost obdržet upomínkové DVD.
1. března 2006 skupinu opustil Kazumi. Lareine jako podpůrného bubeníka rekrutovali pomocného pracovníka Kazamiho[zdroj?] a pokračovali ve vystupování. Ve stejné době se však Mayu přestal dostavovat na koncerty a postupně přerušil kontakt se zbytkem skupiny. Poslední vystoupení uskutečnili 31. října 2006; Mayua zde nahradil kytarista Hizaki, s nímž Kamijo následně založil kapelu Versailles. Lareine ukončili aktivity v únoru 2007; poslední deska, vydaná 9. května 2007, je kompilací klavírních verzí 10 jejich písní. Emiru nyní vystupuje pod uměleckým jménem Run a je baskytaristou skupiny Anubis.

## Členové
- Kamijo – vokály (1994–2007) (New Sodmy, Versailles)
- Emiru – baskytara 1995–2000, 2003–2007 (Ribbon, Anubis)

### Dřívější členové
- Mayu – kytara (1994–1995, 1995–2000, 2003–2006) (New Sodmy)
- Kazumi – bicí (2003–2006) (Ribbon)
- Machi – bicí (1995–2000) (Chanton L'amour)
- Akira – kytara (1996–1997) (D+L)
- Hirono – kytara (1994–1995)
- Kyouka – bicí (1994–1995) (Eliphas Levi, Amor)
- Sakureu – kytara (1994–1995)

### Podpůrní členové
- Kazami – bicí (2006–2007) (DaizyStripper)

## Diskografie

### Alba
- Blue Romance: Jasašii hanatači no kjósó (Blue Romance～優しい花達の狂奏～, 7. září 1997)
- Fierte no umi to tomo ni kiju: The Last of Romance (フィエルテの海と共に消ゆ～THE LAST OF ROMANCE～, 16. února 2000) – umístilo se na 20. místě týdenního žebříčku alb Oricon Style
- Scream (1. listopadu 2000)
- Vampire Scream (1. listopadu 2000)
- Reine de Fleur I (26. března 2003)
- Reine de Fleur II (26. března 2003)
- Crystal Letos (31. března 2004)
- Never Cage (5. září 2004)

### EP
- Blue Romance (24. prosince 1996)
- Lillie Charlotte (1. října 1998) – umístilo se na 70. místě týdenního žebříčku alb Oricon Style
- Etude (25. prosince 2002)
- Majesty (30. září 2003)
- Knight (28. listopadu 2003)
- Etude: Platinum White (25. prosince 2003)
- Princess (24. března 2004)
- Winter Romantic (18. března 2006)

### Singly
- Saikai no hana (再会の花, 26. března 1996)
- Romancia (26. dubna 1997)
- Fleur (14. března 1998)
- Metamorphose (18. prosince 1998) – umístil se na 50. místě týdenního žebříčku singlů Oricon Style
- Fiancailles (26. května 1999) – umístil se na 21. místě týdenního žebříčku singlů Oricon Style
- Billet (Osanaki nacu no binsen) (Billet ～幼き夏の便箋～, 25. srpna 1999) – umístil se na 30. místě týdenního žebříčku singlů Oricon Style
- Fuju Tókjó (冬東京, 15. prosince 1999) – umístil se na 29. místě týdenního žebříčku singlů Oricon Style
- Bara wa ucukušiku čiru / Ano hito no aišita hito nara (薔薇は美しく散る/あの人の愛した人なら 9. února 2000) – umístil se na 40. místě týdenního žebříčku singlů Oricon Style
- Grand Pain (12. října 2000) u místil se na 64. místě týdenního žebříčku singlů Oricon Style
- Čó no hana/Ressun (蝶の花/レッスン, 27. listopadu 2002)
- Saikai no hana (opětovné vydání, 26. března 2003)
- Scarlet Majesty (30. července 2003)
- With Present Letos (14. listopadu 2003)
- Trailer (19. července 2004)
- Dókeši no bukjoku (道化師の舞曲, 27. listopadu 2005)
- Securenka (雪恋詩, 27. listopadu 2005)
- Cinderella Fantasy (27. listopadu 2005)
- Sakura (さくら, 18. března 2006)
- Drama (18. března 2006)
- Last Song (9. května 2007)

### Demo nahrávky
- Laliene (29. března 1995)
- 2ND DEMO (27. července 1995, distribuována na turné)
- Cukijo no kageki (月夜の歌劇, 20. července 1996, distribuována na turné)
- Mist (28. dubna 1997)

### Videonahrávky
- Chantons L’amour: Lillie kara no tegami (Chantons l'amour～リリーからの手紙～, 25. srpna 1999)
- Fierte no Umi to Tomo ni Kiyu: filmové stopy (フィエルテの海と共に消ゆ～FILM TRACKS～, 16. února 2000)
- Scarlet Majesty (1. dubna 2004)
- KAMIJO in Vienna (19. července 2005)
- Live Document Film In Tokyo Kinema Club (31. srpna 2005)
- The Last Of Romance I (Srpen 2006)
- Legend Of Fantasy (Prosinec 2006)